# Yoshida Fumiyuki
Yoshida Fumiyuki (jap. 吉田 文之; * 23. April 1915 in Nara, in der Präfektur Nara; † 19. Dezember 2004 in Tawaramoto, Präfektur Nara) war ein japanischer Graveur und Kunsthandwerker. Er wurde 1985 als Lebender Nationalschatz für das Wichtige Immaterielle Kulturgut „Bachiru“ deklariert. 
Fumiyuki Yoshida erlernte das Handwerk Elfenbein zu färben und zu gravieren wie auch die Lackkunst und Intarsienarbeiten von seinem Vater Rissai Yoshida. 1934 wurde er mit dem Kunstgewerbepreis des Handels- und Industrieministeriums ausgezeichnet. Zu Yoshidas Verdiensten zählt u. a. die Restaurierung zahlreicher Kunstgegenstände aus Elfenbein im Auftrag des Kaiserlichen Hofamtes. Darunter etwa ein rot gefärbtes Längenmaß aus Elfenbein (紅牙撥鏤尺) aus dem 8. Jahrhundert, das als wichtiges Kulturgut eingestuft ist und das im Shōsōin, dem Schatzhaus des Tōdai-ji, aufbewahrt wird.
Fumiyuki Yoshida war die bisher einzige Person, die für die kunsthandwerkliche Technik des Bachiru am 13. April 1985 zum Lebenden Nationalschatz ernannt wurde. Yoshida starb im Alter von 89 Jahren an Lungenentzündung in einem Krankenhaus in Tawaramoto.